# Сергеенко, Михаил Нектарович
Михаил Нектарович Сергеенко (1885, Бахмутский уезд, Екатеринославская губерния, Российская империя — неизвестно, посёлок Новолуганское, Бахмутский район, Донецкая область, Украинская ССР) — старший агроном свиноводческого совхоза имени 1 Мая Министерства совхозов СССР, Горловский район Сталинской области, Украинская ССР. Герой Социалистического Труда (1948).

## Биография
Родился в 1885 году в крестьянской семье в одном из сельских населённых пунктов Бахмутского уезда (на территории современного Артёмовского района). С раннего возраста трудился в сельском хозяйстве. В послевоенные годы — старший агроном совхоза имени 1 Мая (позднее — совхоз «Углегорский») Горловского района с центральной усадьбой в посёлке Новолуганское.
В своей деятельности применял передовые агротехнические методы. В 1947 году обеспечил получение в совхозе в среднем с каждого гектара по 31 центнера пшеницы с площади 120 гектаров. Указом Президиума Верховного Совета СССР от 13 марта 1948 года удостоен звания Героя Социалистического Труда за «получение высоких урожаев пшеницы и ржи в 1947 году» с вручением ордена Ленина и золотой медали «Серп и Молот» (№ 1321).
Этим же указом званием Героя Социалистического Труда были награждены директор совхоза Иван Петрович Заричный, старший механик Афанасий Ильич Фомин, бригадиры Данил Яковлевич Боков и Марфа Марковна Мечетная.
По итогам работы в 1952 году награждён вторым Ордена Ленина.
После выхода на пенсию проживал в посёлке Новолуганское. Дата смерти не установлена (после 1971 года, когда получал дубликаты наград).
Награды
- Герой Социалистического Труда
- Орден Ленина — дважды (1948; 31.08.1953)
- Орден Трудового Красного Знамени — дважды (09.08.1958; 11.08.1966)